# Oosterlingenplein

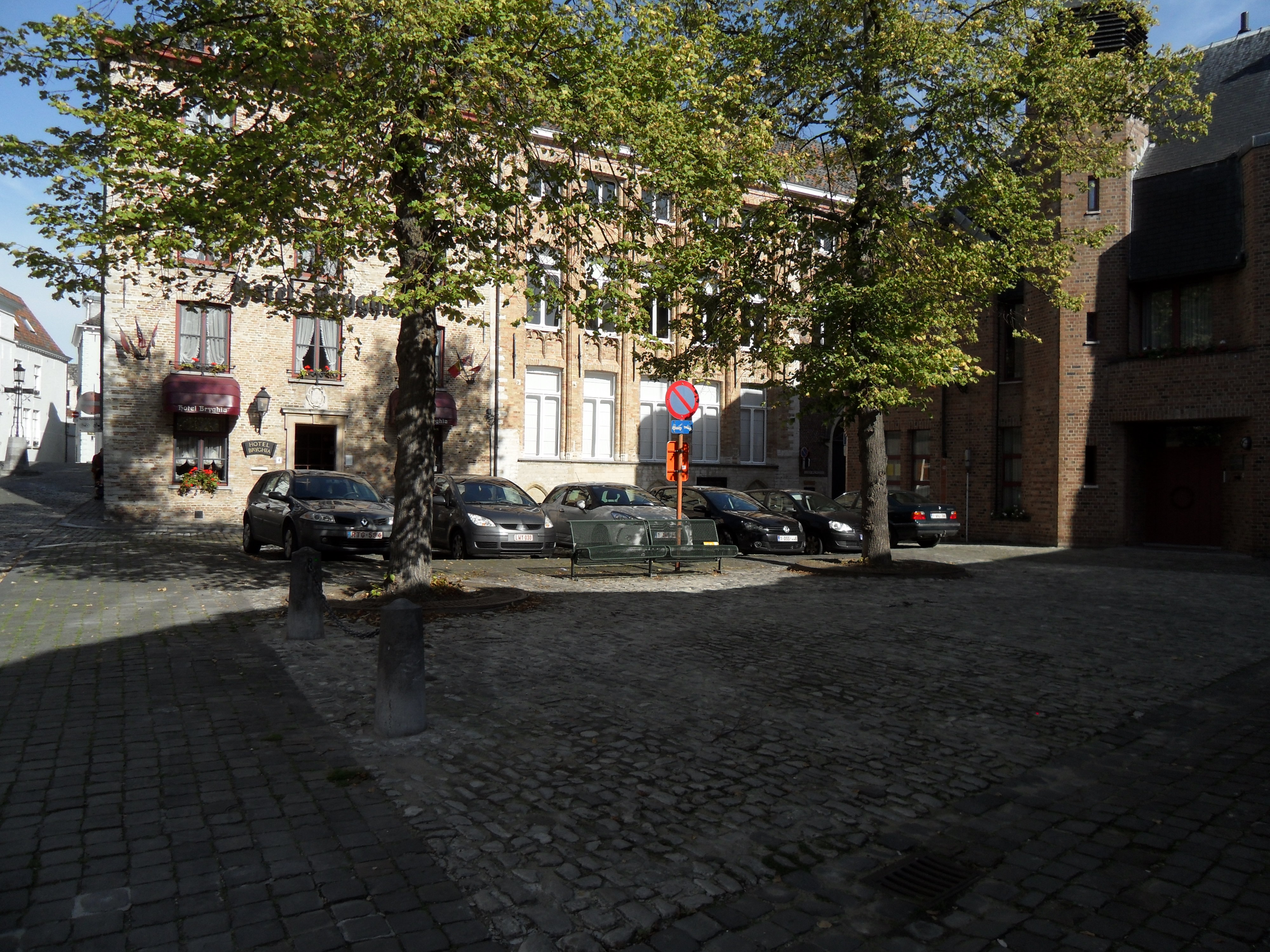
Het Oosterlingenplein

Het Oosterlingenplein is een plein in Brugge. Het Oosterlingenplein is verbonden met de Woensdagmarkt, de Spaanse Loskaai en het Krom Genthof.

## De Oosterlingen van de 'Duitse Hanze'
Naast de vele Zuid-Europese naties die elk hun 'natiehuis' hadden in Brugge, waren er ook de handelaars en kooplieden uit de Hanzesteden, die zich als één geheel groepeerden en één enkel huis als centrale ontmoetingsplaats hadden: door de Bruggelingen het Oosterlingenhuis genoemd.
In 1451 waren die lieden zo ongelukkig over de gang van zaken in Brugge dat ze beslisten om naar Utrecht en Antwerpen te verhuizen. Het was de vijfde maal dat de ontevreden Hanzeaten Brugge verlieten: telkens waren ze er toe gebracht door de economische realiteit en door de tegemoetkomingen van het stadsbestuur, op hun stappen terug te keren. Een belangrijke Brugse delegatie reed ze in 1457 achterna om ze tot betere gevoelens te brengen. Er werden hen heel wat gunstige voorwaarden aangeboden. Niet de minste was dat ze op de kosten van de stad Brugge een splinternieuw stadspaleis zouden krijgen. Ze lieten zich verleiden, kwamen terug en het 'Huis van de Oosterlingen' werd gebouwd. Het lag aan de achterzijde tegen de Spaanse Loskaai, waar boten konden aanleggen en goederen konden gelost en geladen worden. In 1478 werd het bestaande gebouw dat deels van hout was, gesloopt en werd onder de leiding van Jan van den Poele het nieuwe monumentale Oosterlingenhuis gebouwd dat in 1481 klaar kwam. Het huis werd als een bijzonder geslaagd monument geprezen en werd door de schilder Pieter Claeissens opgenomen op het schilderij dat hij in 1560 wijdde aan de Zeven Wonderen van Brugge.
De Oosterlingen maakten niet lang van hun Brugs huis gebruik, want in 1553 verlieten ze Brugge en vestigden hun zetel in Antwerpen. Ze bleven nochtans eigenaar van het huis, verhuurden het en stelden een huisbewaarder aan. Terugkeren bleef dus nog altijd een mogelijkheid, maar in 1769 verkochten ze definitief de eigendom aan de Brugse handelaar Louis Ancke. Hij ging failliet en na hem kwam het huis in de verdrukking. Een deel werd gesloopt. Wat overbleef werd in de twintigste eeuw gerestaureerd. Er is nog veel van de oorspronkelijke vijftiende-eeuwse constructie bewaard en in eer hersteld.
Voor het gebouw werd een bescheiden openbaar plein aangelegd, waarvoor zelfs een huis werd neergehaald. Het gebouw ligt enigszins op de uithoek van het plein en wordt gesitueerd met een huisnummer in het Krom Genthof.
Op de tuin gelegen naast het Oosterlingenhuis werd in de negentiende eeuw een huis gebouwd, dat in de twintigste eeuw hotel is geworden.

## Zwartzusters
Het Oosterlingenplein is ook verbonden met de Brugse zwartzusters. Tussen de Woensdagmarkt en de Spaanse Loskaai hebben deze zusters hun klooster sinds 1807 en hebben er steeds uitbreiding aan gegeven, vooral sinds ze er in 1926 het Franciscus-Xaverius-ziekenhuis hebben opgericht. In 1985 kochten ze op het Oosterlingenplein een onbewoond en verkort gebouw en bouwden er een kloostergebouw, met aanbouw tot in het Genthof. Vanaf 1988 namen de zwartzusters er geen intrek en gaven aan dit nieuwe klooster de naam Ter Castaenjeboom, een verwijzing naar hun oorspronkelijk klooster in de Kastanjeboomstraat.